# Repórter Brasil
Repórter Brasil é um telejornal brasileiro produzido e exibido pela TV Brasil. É a atração mais antiga da emissora, tendo estreado no dia seguinte à sua inauguração, em 3 de dezembro de 2007, como sucessor direto do Edição Nacional e do Repórter Nacional, respectivamente da TVE Brasil e da TV Nacional, que fundiram-se para formar o atual canal de propriedade do Governo Federal.

## História
Em maio de 2007, foi anunciado que o Governo Federal planejava criar uma nova emissora de TV pública com abrangência nacional. Para isso, o então presidente Luiz Inácio Lula da Silva assinou, em outubro, medida provisória e, posteriormente, um decreto no Diário Oficial da União que criou a Empresa Brasil de Comunicação (EBC), resultado da fusão entre a Radiobrás de Brasília e a Associação de Comunicação Educativa Roquette Pinto do Rio de Janeiro, mantenedoras da TVE Brasil e da TV Nacional, respectivamente. Assim, em 2 de dezembro, as duas emissoras fundiram-se e formaram a TV Brasil. Com programação improvisada, o novo canal continuaria exibindo programas de suas antecessoras e teria apenas uma produção própria, sendo esta o Repórter Brasil, sucessor direto do Edição Nacional e do Repórter Nacional, das antigas TVs. O telejornal estreou no dia seguinte com duas edições; a primeira, pela manhã, apresentada por Lincoln Macário e Natália Pereira em revezamento, e a segunda, noturna, com Luiz Lobo em Brasília, Luciana Barreto no Rio de Janeiro e Florestan Fernandes Júnior em São Paulo.
Quando foi ao ar, a edição noturna já apresentava um quadro de entrevistas ao vivo, mais longas que as dos telejornais habituais. Por vezes, a intenção foi o debate, mas o tempo e as condições técnicas não favoreciam este modelo. Lobo adotou o estilo espontâneo e improvisava perguntas, de acordo com a postura e as respostas dos entrevistados. O primeiro entrevistado foi o diplomata e professor Paulo Roberto de Almeida. Em outra oportunidade de escolha, Lobo convidou o Presidente da Associação das Organizações Federais Indígenas para falar sobre problemas com as plantações de coca e o tráfico de cocaína na tríplice fronteira. O entrevistado denunciou descaso, por parte do governo federal, na solução do problema e que crianças estavam morrendo em consequência de uma mistura de guaraná, cachaça e cocaína. Na época, a emissora cobria, com exclusividade, uma operação milionária da polícia federal para conter o problema do tráfico. Alguns dos entrevistados exclusivos foram Marco Aurélio Garcia, Celso Amorim, Solange Vieira, José Gomes Temporão, entre outros.
Luiz Lobo era também editor-chefe do Jornal da TV Brasil, convidado por Helena Chagas e Tereza Cruvinel para ocupar a posição. Sua contratação foi efetuada no edital de número 1 da EBC, publicada no diário oficial. Em meados de abril de 2008, ele foi demitido da emissora em uma sexta-feira, poucas horas antes da edição noturna ir ao ar. A diretora de jornalismo, Helena Chagas, alegou que o afastamento aconteceu por incompatibilidade do profissional, com a função de editor-chefe. Dois dias antes, ele havia enviado um Email para o Diretor Geral da EBC, Orlando Senna, alertando sobre problemas de ingerência em Brasília e preocupação com a escolha de Jaqueline Paiva, esposa de um assessor direto da Presidência da República, para a função de gerente de conteúdo. Os confrontos entre repórteres e editores e Jaqueline Paiva eram frequentes. Segundo o Luiz Lobo, a questão havia sido levada à diretoria local por diversas vezes, mas nunca mereceu atenção. Lobo foi orientado a enviar o comunicado, pelo então Diretor de Produção e Programação, Leopoldo Nunes. A demissão do jornalista aconteceu dois dias depois. Ana Dantas pediu demissão dois meses mais tarde e Leopoldo foi demitido em 2009. No lugar de Lobo, Lincoln Macário deixa a edição da manhã para ancorar o jornal a noite, em seu lugar estreou o jornalista Lucas Rodrigues.
A Folha de S.Paulo publicou manchete de que o jornalista acusava o Palácio do Planalto de fazer interferência no telejornal da emissora. Outras reportagens e opiniões foram publicadas e Lobo chegou a ser convidado a falar em audiências de comissões parlamentares, mas não aceitou o conselho curador da emissora, que tem a participação de representantes da sociedade civil (escolhidos pelo Presidente Lula)[carece de fontes?]
Em dezembro de 2008, Lucas Rodrigues e Natália Pereira deixam a edição matinal e se tornam repórteres especiais da TV Brasil, sendo substituída por Katiuscia Neri. No dia 17 de outubro de 2009, o telejornal ia ao ar pela ultima vez nessa versão.

### 2009-presente
Em 19 de outubro de 2009, o telejornal passa por reformas nas partes gráficas em ambas as edições, além de ganhar nova vinheta, nova trilha sonora, e uma nova forma de apresentar, Florestan Fernandes Jr., Lincoln Macário e Luciana Barreto passaram a apresentar a edição noturna em conjunto diretamente de São Paulo, Brasília e Rio de Janeiro respectivamente, enquanto a edição matutina, passa a ser apresentada por Katiuscia Neri de Brasília até 2012, sendo substituída por Nátalia Pereira. Também em 2012, Lincoln Macário é substituído pelo jornalista Guilherme Menezes de Brasília.
Em 3 de junho de 2013, o Repórter Brasil sofreu reformulações. O telejornal ganhou novos cenários e um novo pacote gráfico, mantendo a trilha sonora de 2009. Houve também modificações nos horários do telejornal: a edição matutina passou a ser vespertina, e no seu antigo horário, ficou o Jornal Visual. Além disso, houve alterações na apresentação do telejornal: a edição matutina, anteriormente apresentada em Brasília por Katiuscia Neri, passou a ser apresentada por Luciana Barreto no Rio de Janeiro, enquanto Katiuscia foi apresentar a edição noturna do telejornal ao lado de Guilherme Menezes. Florestan Fernandes Jr., que antes fazia parte do trio de apresentadores do antigo formato do telejornal, passou a ser Gerente executivo Regional do telejornal em São Paulo, e apresentador eventual.
Em 2016, com a reformulação da programação da emissora, o telejornal passa a ser apresentado em novos horários. Também no mesmo ano, o jornal deixa de ter Guilherme Menezes no comando da edição da noite, passando a ser de Pedro Pontes. Em 19 de fevereiro de 2018, o jornal passa a ser exibido em dois horários, ainda no horário nobre. Em 12 de novembro, Marcelo Castilho passa a dividir, com Luciana Barreto, a apresentação da edição da manhã.
Em 10 de abril de 2019, estreou em novo cenário e alguns dias depois, Pedro Pontes substituí Paulo Leite. Em novembro, o Repórter Brasil lançou uma série de reportagens sobre uma viagem até a base brasileira localizada no continente da Antártica.
No dia 12 de novembro de 2020, a edição da tarde do jornal volta a ser gerada do Rio de Janeiro e passa a ser apresentada por Luiz Carlos Braga, ex-Globo e Record, marcando também a estreia do novo estúdio de vidro da emissora.
A partir de 5 de abril de 2021, a edição vespertina ganhou mais tempo de duração, passando a ser transmitida a partir das 12h15. Entre abril de 2022 e maio de 2023, o programa da tarde foi apresentado pela jornalista Eliane Benício no Rio de Janeiro, mantendo esse mesmo horário e duração de 45 minutos.
Desde o dia 8 de janeiro de 2024, a edição principal é apresentada pelo experiente jornalista Guilherme Portanova, também ex-Globo e Record, e que em 2006 sofreu um sequestro relâmpago por integrantes do PCC. Portanova une-se a Iara Balduino, que já apresentava o telejornal. Em 19 de fevereiro, é a vez da edição da tarde ter mudanças: de horário, passando para as 13 horas, e de apresentação, com o retorno de Luciana Barreto após quase quatro anos de CNN Brasil.

## Prêmio
- 2019: 7.º Prêmio Abear de Jornalismo, da Associação Brasileira das Empresas Aéreas (Abear), na categoria Competitividade, pela série de reportagens Mudanças na Aviação, transmitidas no Repórter Brasil (Venceu)[14]